# ARI
ARI is een Duits historisch merk van motorfietsen.
De bedrijfsnaam was "Ari motorfahrzeugbau GmbH", Plauen im Vogtland.
Dit was een kleine Duitse fabrikant die in 1924 en 1925 primitieve motorfietsen met 146cc-DKW-blokken maakte. Dit was in een periode dat er in Duitsland een enorme concurrentie bestond: honderden kleine merken ontstonden rond 1923 en verdwenen weer in 1925. Dat gebeurde ook met het merk ARI.